# Аскольд
Аско́льд (пом. 882) — напівлегендарний київський князь (860—882). Можливо, засновник Київського князівства в Наддніпрянщині. Роки правління: 830-ті — 882. Згадується в «Повісті минулих літ». За однією із версій правив разом із Діром. Здійснив у 860 році похід на Царгород. Припускають, що був варязького походження За візантійськими джерелами, прийняв хрещення близько 867 року, можливо, з певною кількістю дружинників; за переказами прийняв ім'я Миколай. Згідно Никоновського літопису воював з волзькими болгарами та печенігами. За літописними свідченнями убитий Олегом та його дружинниками-язичниками за Києвом, у районі Угорського урочища (сучасний Печерськ, Аскольдова могила). У Православній церкві України прославлений як мученик. З князем пов'язують так званий «літопис Аскольда».
На думку українського історика Михайла Брайчевського Аскольд є хрестителем Русі.
Також — Осколд, Оскольд, Осколод.

## Ім'я
Існує кілька версій походження імені Аскольд. Найбільш ймовірна версія інтерпретує його як скандинавське ім'я Haskuldr або Höskuldr. Проте написання Аскольд може бути лише зміною на скандинавський манір (аналогічно до Вітаутас — Вітольд).
Суфікс -алд- зустрічається у кельтських іменах. Є також теорія угорського походження імені, що не має достатніх підстав.
Г. Магнер захищав теорію слов'янського походження імені, виводячи його від слова «сколдырить» — накопичувати. Інші прихильники теорії слов'янського походження вбачали в слові корені оскал, сокіл, кіл та коло. Також можливо, що частина -ольд є скороченням від -волод/-влад. Подібна гіпотеза не суперечить даним сучасної історичної граматики.
Ім'я співзвучне назві причорноморського племені «царських» скіфів — сколотів, які, однак зникли ще в III ст. до н. е., а також назвам річок Оскіл та Ворскла (літописний Вороскол). «Асколт» може бути запозиченням від іраномовних кочовиків та означати «Прикордонний господар».

## Біографія

### Походження
Серед істориків нема одностайності у питанні походження Аскольда.
Польський хроніст XV ст., Ян Длугош, та ряд істориків, які спираються на його інформацію, вважали, що Аскольд походив з князівської династії, започаткованої князем Києм. Ці твердження лягли в основу критиків норманської теорії походження Русі. Так, Михайло Грушевський також вважав, що Аскольд міг бути нащадком династії князя Кия, наступником Бравлина.
Шведський історик XVIII ст. Улоф фон Далін ототожнював Аскольда з Аслейком (давньоскан. Asleik Björnson (Diar)), сином шведського конунга Бйорна Залізнобокого, онуком легендарного вікінга Рагнара Лодброка.

Синхронізація певних подій, описаних у руських літописах, з церковними та світськими візантійськими хроніками дають підстави для припущень історика Михайла Брайчевського, що багато з них відбувалися до 882 року, й згодом були приписані за часів Рюриковичів князю Олегу Віщому (як приклад — візантійські хронографи нічого не писали про походи Олега на Константинополь).

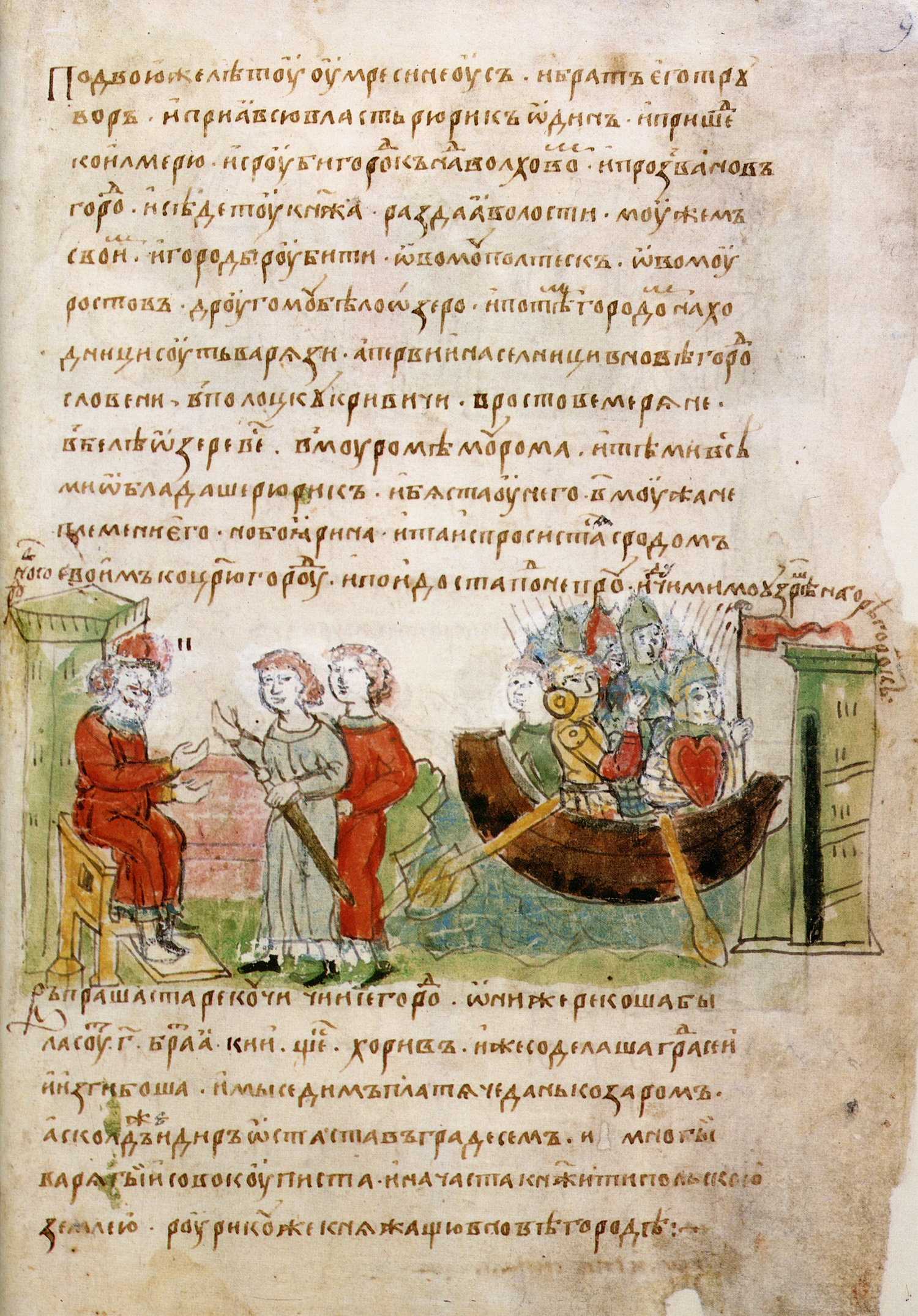
Рюрик посиляє Аскольда і Діра в похід на Царгород. Сторінка з Радзивіллівськиого літопису

В Повісті временних літ оповідаєтся що Аскольд з Діром до княжіння в Києві були боярами Рюрика.
І було в нього два мужі, Аскольд і Дір, не його племені, а бояри. І відпросилися вони [в Рюрика піти] до Цесарограда з родом своїм, і рушили обидва по Дніпру. Ідучи мимо, узріли вони на горі городок і запитали, кажучи: «Чий се город?» А вони, [тамтешні жителі], сказали: «Було троє братів, Кий, Щек [і] Хорив, які зробили город сей і згинули. А ми сидимо в городі їхньому і платимо данину хозарам». Аскольд, отож, і Дір зостались удвох у городі цьому, і зібрали багато варягів, і почали володіти Полянською землею. А Рюрик княжив у Новгороді.

### Куявія
До часів Аскольда належать повідомлення арабських письменників про три центри Русі. Це — автори так званої групи ал-Бахді (ал-Істахрі, Ібн-хаукаль, пізніший твір Ідрісі). За свідченнями цих джерел, на початку-середині IX століття у Східній Європі існували три об'єднання східнослов'янських племен, що у нашій транскрипції іменуються Куявія, Славія та Арсанія (Артанія).
- Куявія — держава полян з центром у Києві, ймовірно володіння Аскольда. Її територіальне ядро — Середня Наддніпрянщина, об'єднання полян, деревлян, дреговичів, сіверян.
- Славія — гіпотетичне об'єднання північних слов'янських і деяких неслов'янських племен — ільменські словени, чудь, весь, меря, з центром у Ладозі.
- Артанія — імовірно землі теперішнього південного сходу України, Надазовщина, східний Крим, частина північного Кавказу (Тмутороканське князівство).

Між Славією та Куявією лежали землі кривичів, що до 872 року зберігали свою незалежність. Землі в'ятичів, радимичів та більшої частини сіверян були захоплені хозарами у VIII ст. З Хозарією, що була заслоном проти кочових племен, Аскольд підтримував дружні стосунки. Лояльними були відносини Русі з мадярами, які утворили політичне об'єднання в басейні Дону — Леведію. Ватажок мадярів Алмош був спільником і можливо особистим другом Аскольда. Головні інтереси Аскольдової Русі були на півдні та південному сході, особливо у Візантії. Походи проти Візантії, та договори укладені з імперською адміністрацією знайшли відображення у численних джерелах. Головний політичний зміст походів склало дипломатичне визнання держави Русі, як контрагента імперії.

### Похід на Царгород
У 860 році Аскольд очолив перший задокументований похід Русі на Константинополь, столицю Візантії.
На світанку 18 червня 360 руських ладей з 8 тисячами вояків на борту несподівано з'явилися у Босфорській протоці й взяли Константинополь в облогу. Незабаром наспіла й піша рать. Патріарх Фотій I емоційно передав почуття й страх обложених при появі небаченого раніше грізного ворога: «Народ (руси) від країни північної…, і племена піднялись від країв землі, тримаючи лук і спис; вони жорстокі й немилосердні, голос їх шумить, мов море».

Про це в Повісті минулих літ пишеться так:
Рушив Аскольд і Дір на Греків, і прийшов [туди] в чотирнадцятий рік [після першого походу Русі на] Михайла-цесаря 1. А цесар [Михайло тоді] був у поході на агарян. І коли дійшов він до Чорної ріки, єпарх 2 [Орифа] послав йому вість, що русь іде на Цесароград. І вернувся цесар. А ці, [руси], в середину Суда увійшовши, вчинили убивство багатьох християн і Цесароград двомастами кораблів оточили. Цесар же ледве в город увійшов, і з патріархом Фотієм у церкві святої Богородиці, що є у Влахернах, всю ніч молитву творили. А тоді, божественну ризу святої богородиці зі співами винісши, у море 3 вмочили [її] полу 4. Була тиша, і море заспокоїлось. [А тут] одразу знялася буря з вітром, і знову встали великі хвилі, і кораблі безбожної русі розметало, і до берега пригнало, і побило їх [так], що мало їх вибавилося з такої біди і до себе повернулося.
Облога Константинополя тривала цілий тиждень, і за словами Фотія «місто ледве не було підняте на спис», як у давнину називали здобуття фортець приступом. Імператор Михаїл III в цей час воював з арабами в Малій Азії і змушений був терміново вирушити додому. Війна завершилася мирною угодою. Штурм русами Царгорода мав величезний резонанс у тогочасному світі і, рятуючи своє становище та престиж імперії, імператор поспішив назад. Венеціанський хроніст Лев Диякон стверджував, що ті, хто облягав візантійську столицю, повернулися додому «з тріумфом».
За деякими здогадками частиною угоди з Візантією стало хрещення Аскольда і принаймні частини його воїнів. За реконструкцією Михайла Брайчевського, сам князь отримав при хрещенні ім'я Миколи, одразу ж після походу русів патріарх Фотій створив нову митрополію і до Києва спрямував єпископа Михаїла, першого очільника Руської церкви. Саме тому за точку відліку вітчизняної історії Повість временних літ взяла 860 рік, не позначений більше жодними видатними подіями: «Коли почав царювати Михаїл III, стала так прозиватися Руська земля. Дізнались ми про це тому, що за цього царя приходила Русь війною на Царгород, як пишеться про це в літописанні грецькому (візантійському). Ось чому з цієї пори почнемо (розповідь) і число (лік рокам) покладемо». Насправді Михаїл III зійшов на трон ще у 842 році. Плутанину у літописі Брайчевський пояснює подальшими фальсифікаціями. Він також вказує, що після чотирьох походів на Візантію, для підсилення свого політичного реноме, Аскольд прийняв титул кагана, що є рівним імператорському. І ще довго з того часу, титул використовували в означенні київських князів. Так він зустрічається у мусульманського географа Ібн Русте в письмовій формі між 903 і 913 роками. Цю традицію продовжував в XI столітті Іларіон, звертаючись до Великого князя Володимира Великого (978-1015) і великого князя Ярослава Мудрого (1019-1054) за титулом «каган».

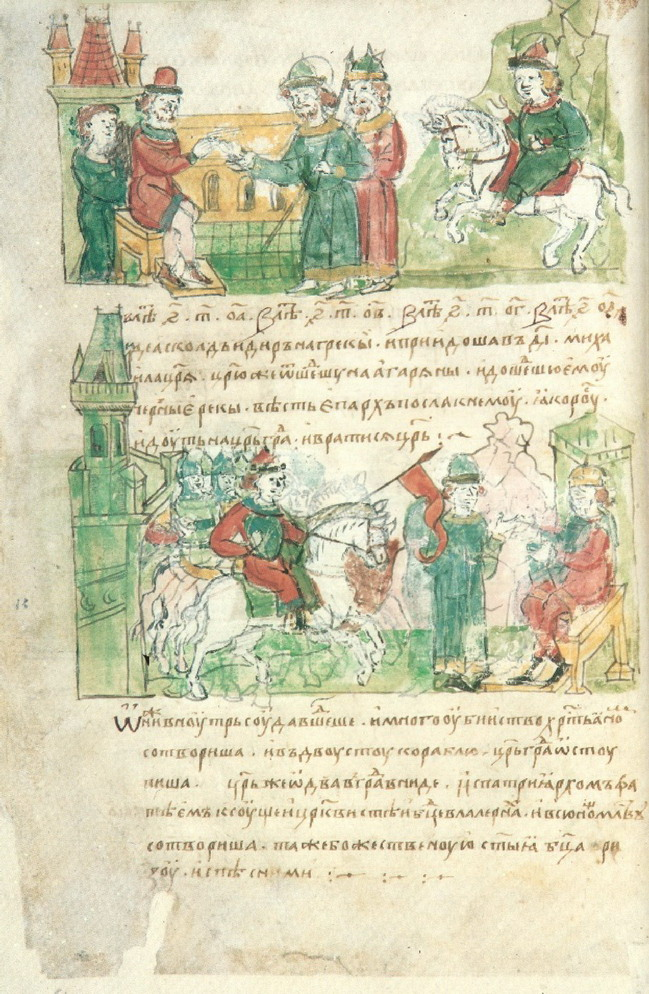
Руси збираються в похід на Царгород. Імператор Михаїл III в цей час був у поході на агарян (внизу). Сторінка з Радзивіллівськиого літопису.
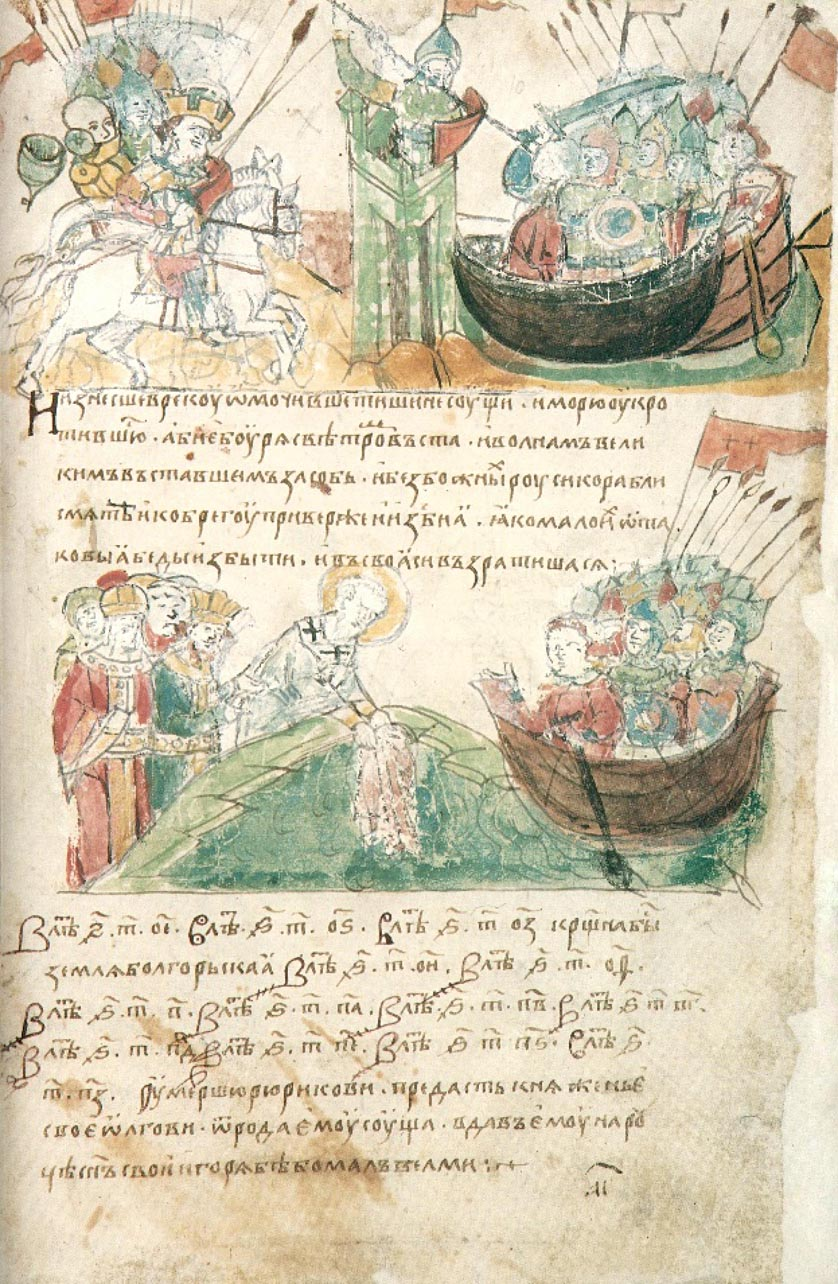
Руси на човнах штурмують Царгород. Патріарх Фотій вмочає ризу Святої Богородиці.  Сторінка з Радзивіллівськиого літопису.
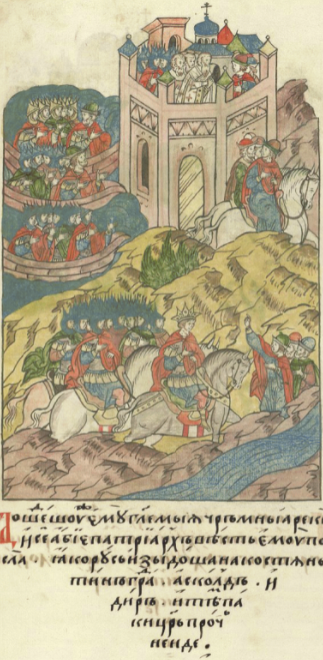
Аскольд і Дір підходять на човнах до Константинополя. Лицевий літописний звід.

Аскольд воював не лише з візантійцями. У літописі є відомості про його походи проти уличів і печенігів.
Ібн-ель-Хасан розповів, що після 862 року руси здійснили рейд до південних берегів Каспійського моря і взяв в облогу місто Абесгун. Лише в останній, сьомій, битві, війська володаря Табаристану абу-Зейда завдали русам поразки і змусили їх повернутися додому.
З Никонівського літопису відомо ще про два походи Аскольда на Візантію. Останній — 874 року — був невдалим. «… Море було спокійне, та тут раптом здійнялася буря з вітром, і великі хвилі розкидали кораблі язичників-русів, і прибило їх до берега і переламало так, що небагатьом із них пощастило уникнути цієї біди й повернутись додому…» Повернулися додому лише мала частина дружин, і в Києві «був плач великий».
Ще в Никонівському і також в Іоакимівському літописах містяться невідомі за іншими джерелами відомості про те що в 870-ті рокі була втечя частини новгородської знаті від Рюрика до Аскольда під час боротьби за владу у Новгороді. І те що 872 року помер син Аскольда в боротьбі з болгарами.

### Хрещення
Окрім дипломатичного визнання держави Русі, наслідком походів на Візантію було запровадження у державі християнства. Цей факт засвідчили багато джерел. На перше місце слід поставити свідчення патріарха Фотія — безпосереднього учасника події, який повідомив, що Русь прийняла християнство. У своїй енцикліці (окружному посланні) 866 чи 867 року, Фотій написав про навернення Русі: «І в них (тобто Русі) запалала така жага віри, що вони прийняли пастиря і виконують християнські обряди». Інше візантійське джерело, так званий Продовжувач Порфирогенета, пише «Скоро після того (обологи Константинополя у 860 р.) прийшло від них посольство, яке просило зробити їх речниками божественного хрещення, що було і зроблено».
Про запровадження християнства на Русі часів Аскольда засвідчив життєпис Констянтина Багрянородного, Хроніки Зонари, Михайла Гліки, Густинський літопис, Київський Синопсис і твори арабських письменників — Ібн-Хордадбега, ал-Масуді і ін. Так Ібн-Хордадбег характеризував Русь як країну суцільно християнську,[джерело?] а Ніконівський літопис помістив статтю «Про князя руського Оскольда», спеціально присвячену запровадженню нової віри на Русі. Навіть у Церковному уставі Володимира Св'ятославича є твердження, що Русь хрестили за часів патріарха Фотія. Таким чином йдеться про офіційний акт запровадження християнства на Русі як державної релігії. Звідси — прагнення всіляко підкреслювати, що хрестилася вся країна, попри те що звичайно існувало тут чимало язичників. У Києві створили єпархію, залежну від Константинопольської патріархії. Це засвідчив Фотій, повідомляючи, що Русь «прийняла пастиря», тобто єпископа. Констянтин Багрянородний, Скилиця, Зонара та Михайло Гліка писали про архієпископа. У «Василіках» — церковному уставі імператора Лева VI (886—912), що містить списки кафедр Константинопольського патріархату, та аналогічний реєстр, якого уклали за часів Констянтина Багрянородного (912—959) є свідчення про існування Київської єпархії. У першому списку під номером 61, у другому — під номером 60.
Щодо дати прийняття християнства Руссю, існують протиріччя. Частина документів віднесли цей акт до часів імператора Михайла та патріарха Фотія (раніше 867 р.), та назвали першим єпископом київським Михайла. Автором другого варіанта є Констянтин Багрянородний, який відтермінував християнізацію Русі та заснування Київської єпархії до врядування свого діда — Василя I, і патріарха Ігнатія та назвав першим єпископом київським Левона. Цілком імовірно, що після смерті Михайла III відбулося оновлення кадрів. Таким чином запровадження християнства на Русі відбулося між 860 та 867 роками. До більш ранньої дати схиляє згадка у так званому Панонському життії — біографій Кирила Філософа, про Євангеліє і Псалтир «руськими письменами писані», які великий просвітник бачив у Херсонесі взимку 861 року, та запровадження відліку років Аскольдом з 860 року — особливої Руської ери.

### Смерть

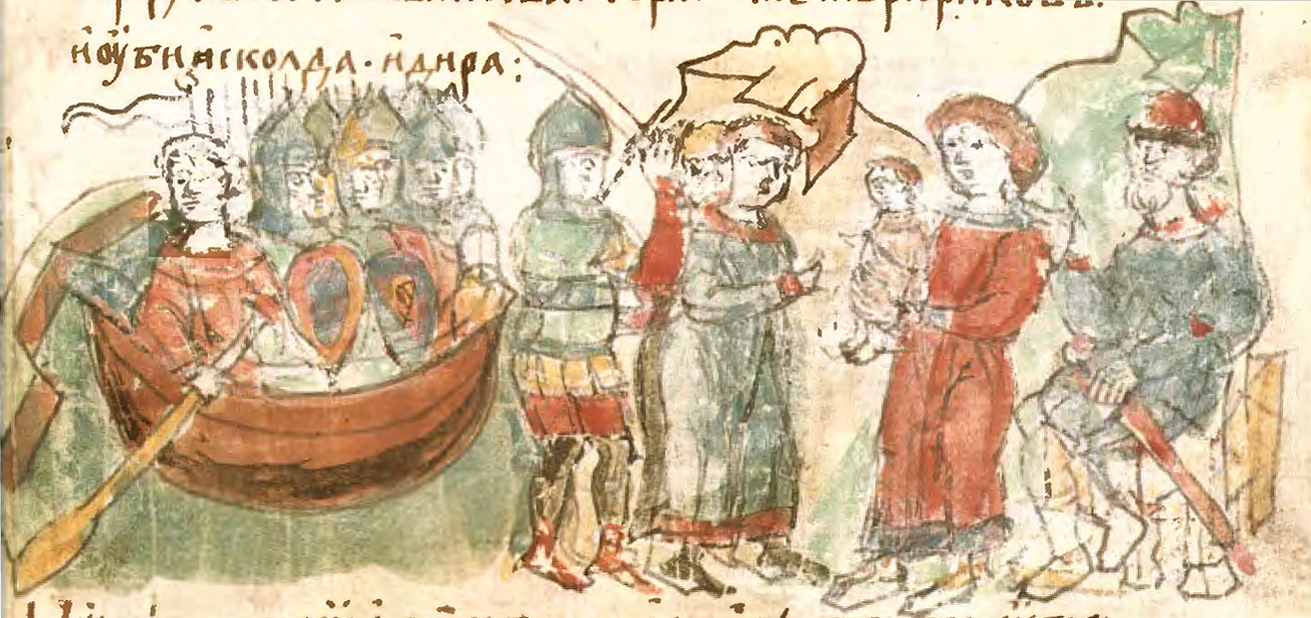
Вбивство Аскольда і Діра Олегом. Мініатюра з Радзивіллівського літопису, кінець XV ст.

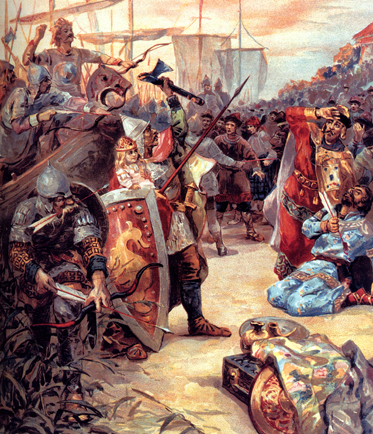
Вбивство Аскольда i Діра. Картина Клавдія Лебедєва, кінець XIX століття

За повідомленням літопису Аскольда вбив князь Олег, який перевдягнувся торговцем і підступом виманив князя з Києва. Не виключено, що перемогу Олега забезпечила підтримка київських язичників, невдоволених наверненням Аскольда до християнства.

За літописом, Аскольда поховали на місці загибелі, на правому березі Дніпра в урочищі Угорське, де був стан мадяр, з «двором» ватажка Олмоша («Ольмин двір»).
І прибули [Олег та Ігор] до гір київських, і довідався Олег, що [тут] Аскольд і Дір удвох княжать. І сховав він воїв у човнах, а інших позаду зоставив, і сам прийшов [на берег Дніпра], несучи Ігоря малого. А підступивши під Угорське [і] сховавши воїв своїх, він послав [посла] до Аскольда й Діра сказати, що, мовляв: «Ми — купці єсмо, ідемо в Греки од Олега і од Ігоря-княжича. Прийдіть-но оба до рідні своєї, до нас».
Аскольд же й Дір прийшли. І вискочили всі інші [вої] з човнів, і мовив Олег Аскольдові й Дірові: «Ви оба не є ні князі, ні роду княжого. А я єсмь роду княжого. — І [тут] винесли Ігоря. — А се — син Рюриків».

І вбили вони Аскольда й Діра, і віднесли на гору, і погребли [Аскольда] на горі, яка нині зветься Угорське і де ото нині Ольмин двір. На тій могилі поставив [боярин] Ольма церкву святого Миколи [Мирлікійського]. А Дірова могила — за святою Ориною. 

## Двір Аскольда і Діра

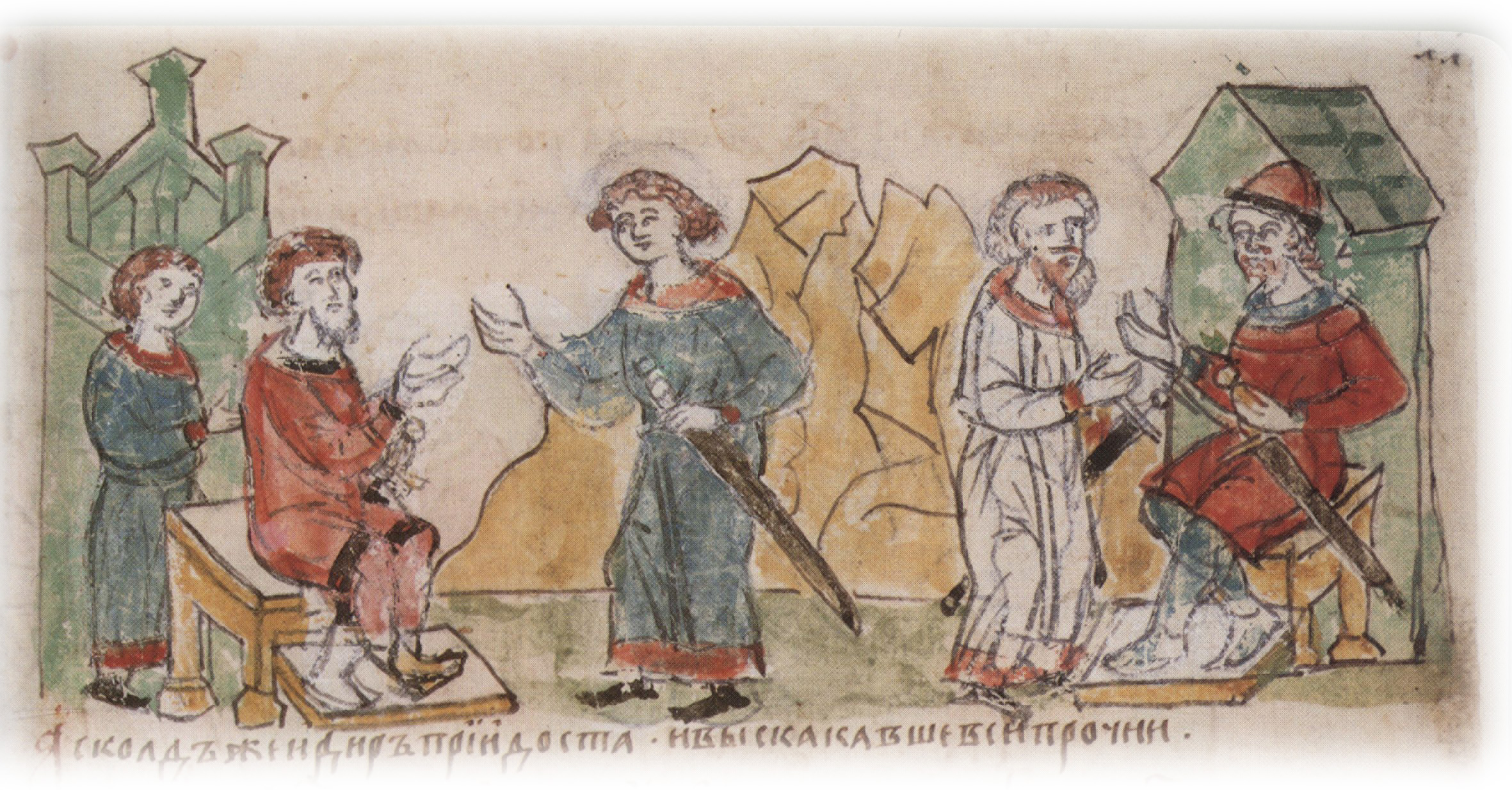
Аскольд і Дір княжат в Києві. Мініатюра Радзивіллівського літопису.

Прямою мовою двір Аскольда і Діра в Повісті временних літ не згаданий, але дослідники впевнено розміщують його в урочищі Угорське — орієнтуючись на те, що Аскольд був похований саме у ньому. Поселення Аскольда і Діра в цьому місці — на високому березі Дніпра, пояснюється необхідністю контролю за судноплавством. Купці, що не бажали платити мито за прохід, завжди мали можливість пройти вздовж лівого берега Десенкою (Чорториєм). Двір в Угорському, навпроти південного кінця Труханового острова, де Десенка зливається з руслом Дніпра, дозволяв перехоплювати таких порушників. С. Климовський наступним чином відтворює структуру поселення Аскольда, Діра та їх дружини: власне поселення розташовувалось на терасах правого берега, навпроти, на південному кінці Труханового острова, розташовувався пост, що контролював Десенку. У разі необхідності з основного поселення завжди могли надіслати допомогу на Труханів. Для того, щоб поселення розташоване на терасах, не можно було б обстрілювати зверху, на самому верху гори були збудовані укріплення. За думкою С. Климовського, Угорське, зі своїм князівським двором, з 859 по 903 виконувало функцію містоутворювального ядра Києва, при чому в 882 році, після вбивства Аскольда і Діра, в ньому оселився Олег.

## Канонізація
27 червня 2013 року з нагоди 1025-ліття Хрещення Київської Руси-України Помісний Собор Української Православної Церкви Київського Патріархату канонізував і причислив до лику святих Князя Аскольда-Миколая. Князя Аскольда-Миколая одночасно канонізували в двох ликах святості: як Благовірного Князя, і як Мученика. Окрім того, князя Аскольда проголосили Першомучеником.

## Вшанування пам'яті

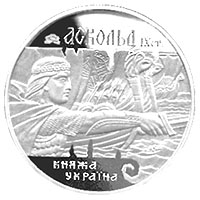
Срібна монета Аскольд, випущена НБУ

### Топоніми
- Історичне урочище Аскольдова Могила у Києві
- У місті Києві є Аскольдів провулок
- У місті Харків є вулиця Аскольдівська та провулок Аскольдівський.
- У місті Кременчук провулок Спартаківський перейменували на провулок Князя Аскольда.[19]
- У місті Запоріжжя вулицю Пожарського перейменували на вулицю Аскольдову.[20]
- У місті Первомайськ Миколаївської області провулок Молодогвардійців перейменували на провулок Аскольда і Діра.[21][22]

### Військове формування
- 2021 року 25-та бригада охорони громадського порядку Національної гвардії України отримала почесну назву «імені князя Аскольда».[23]

### Пам'ятник
- 23 травня 2022 року глава УГКЦ Святослав (Шевчук) освятив надгробну фігуру князя Аскольда в крипті храму Святого Миколая на Аскольдовій могилі в Києві.[24][25]

### Церква
Помісний Собор УПЦ КП у 2013 році ухвалив:
- приєднати благовірного князя Аскольда, святого першомученика Київського, до лику святих для загального церковного шанування і занести його ім'я у православний церковний календар;
- чесні останки благовірного князя Аскольда, святого першомученика Київського, із причини давності літ від події мучеництва залишити на волю Божу;
- пам'ять благовірного князя Аскольда, святого першомученика Київського, відзначати в неділю 2-гу після П'ятидесятниці, у день Собору всіх святих;
- написати ікону для поклоніння відповідно до визначення Святого Сьомого Вселенського Собору;
- надрукувати житіє благовірного князя Аскольда, святого першомученика Київського, і скласти йому богослужіння, а до цього відправляти службу за Загальною мінеєю;
- благословити будівництво храмів на честь благовірного князя Аскольда, святого першомученика Київського;
- сповістити про канонізацію благовірного князя Аскольда Предстоятелів Помісних Православних Церков.

## У кіно і художній літературі
- «Сага про вікінгів» («A Viking Saga», 2008; Данія, США). Режисер Мікаель Моуяль, в ролі Аскольда Петер Ганцлер.
- 6-й сезон телесеріалу «Вікінги» («Vikings», 2019; Канада, Ірландія). У ролі Аскольда Блейк Кубена.